# Comam os ricos

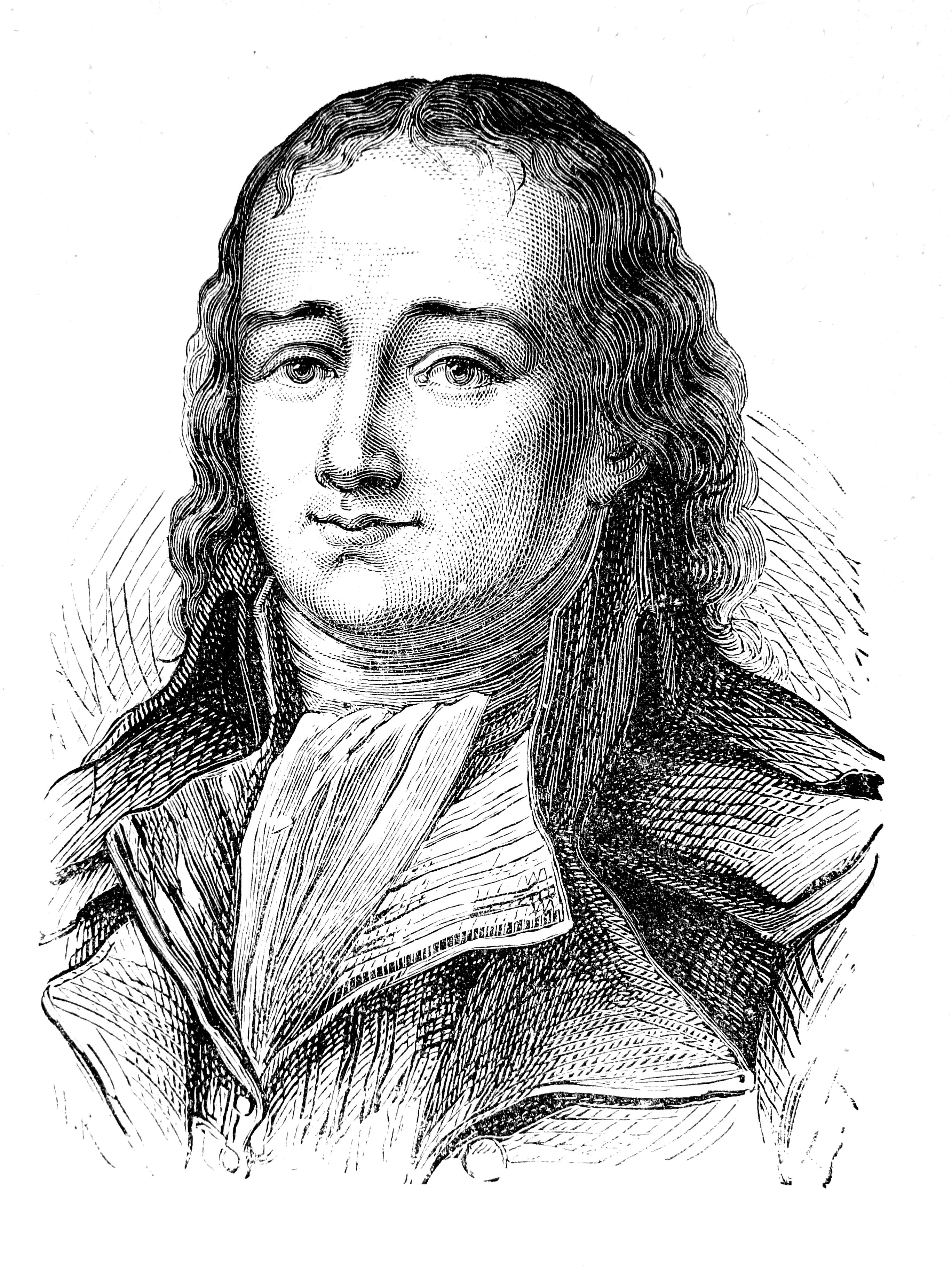
Pierre Gaspard Chaumette, que afirmou que o autor da frase foi Jean-Jacques Rousseau

Comam os ricos é a abreviação de um ditado atribuído a Jean-Jacques Rousseau. É utilizado em círculos radicais e anticapitalistas, ganhando maior tração no início do século XXI, em resposta à crescente desigualdade de riquezas.
Segundo o historiador Adolphe Thiers, o Presidente da Comuna de Paris, Pierre Gaspard Chaumette, fez um discurso à cidade em 14 de outubro de 1793 (durante o Período do Terror), no qual afirmou:
| Rousseau était peuple aussi, et il disait: Quand le peuple n'aura plus rien à manger, il mangera le riche. | Rousseau, que também era uma das pessoas (na cidade), disse: Quando o povo não tiver mais o que comer, eles comerão os ricos. |
| —Thiers, Adolphe; Shoberl, Frederick.                                                                      | —Tradução literal |